# Мерешены
Мерешены (рум. Mereşeni, Мерешень) — село в Хынчештском районе Молдавии. Является административным центром коммуны Мерешены, включающей также село Сарата-Мерешены.

## География
Село расположено на высоте 166 метров над уровнем моря.

## Население
По данным переписи населения 2004 года, в селе Мерешены проживает 2120 человек (1071 мужчина, 1049 женщин).
Этнический состав села:
| Национальность | Число жителей | Процентный состав |
| -------------- | ------------- | ----------------- |
| молдаване      | 1950          | 91.98             |
| румыны         | 104           | 4.91              |
| украинцы       | 31            | 1.46              |
| русские        | 30            | 1.42              |
| гагаузы        | 2             | 0.09              |
| болгары        | 2             | 0.09              |
| прочие         | 1             | 0.05              |
| Всего          | 2120          | 100%              |